# 秩父三大氷柱
秩父三大氷柱（ちちぶさんだいつらら）は、埼玉県秩父地方の氷柱の総称。秩父地方の厳しい冬の寒さを利用し、毎年観光客に岩肌や樹木の氷柱を公開する。

## 概要
秩父地方の3か所に氷柱の名所があり、氷柱巡りなどのツアーも実施されている。湧水による天然の氷柱や人工散水により創られた氷柱もあり、それぞれの氷柱が異なる表情を魅せる。夜間はライトアップされ、冬の秩父路の観光スポットとなっている。
下記が、秩父三大氷柱それぞれの氷柱である。
- 三十槌の氷柱　みそつちのつらら（秩父市大滝4066-2） - 岩清水が凍結することでできた、天然の氷柱[2]
- 尾ノ内百景（冷っけぇ〜）氷柱（小鹿野町尾ノ内渓谷周辺） - 両神山を源流とし、つり橋等から眺める人工氷柱[2]
- あしがくぼの氷柱（横瀬町） - 横瀬町住民により造り出される、幅125メートル以上もの大きな人工氷柱[2]

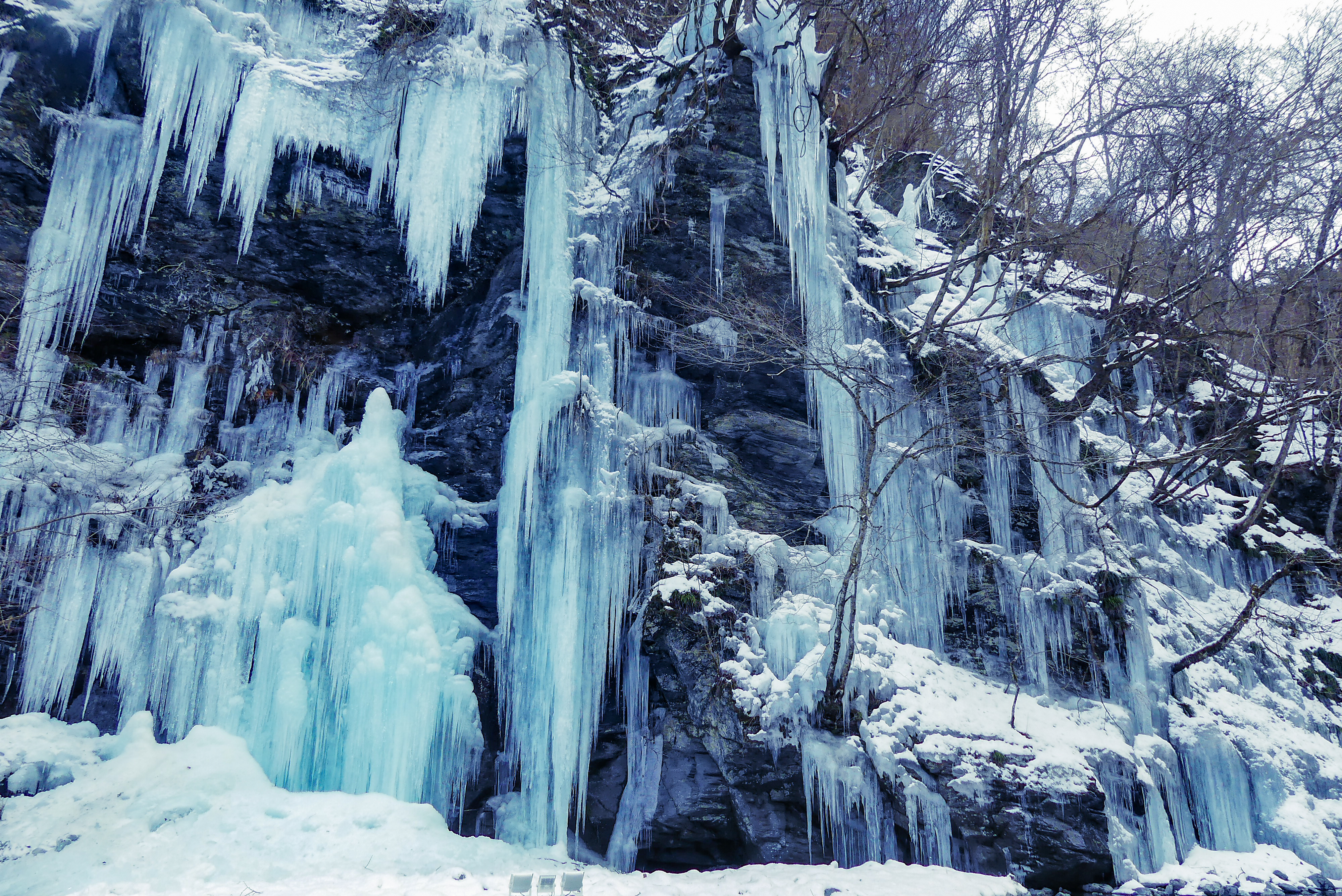
三十槌の氷柱
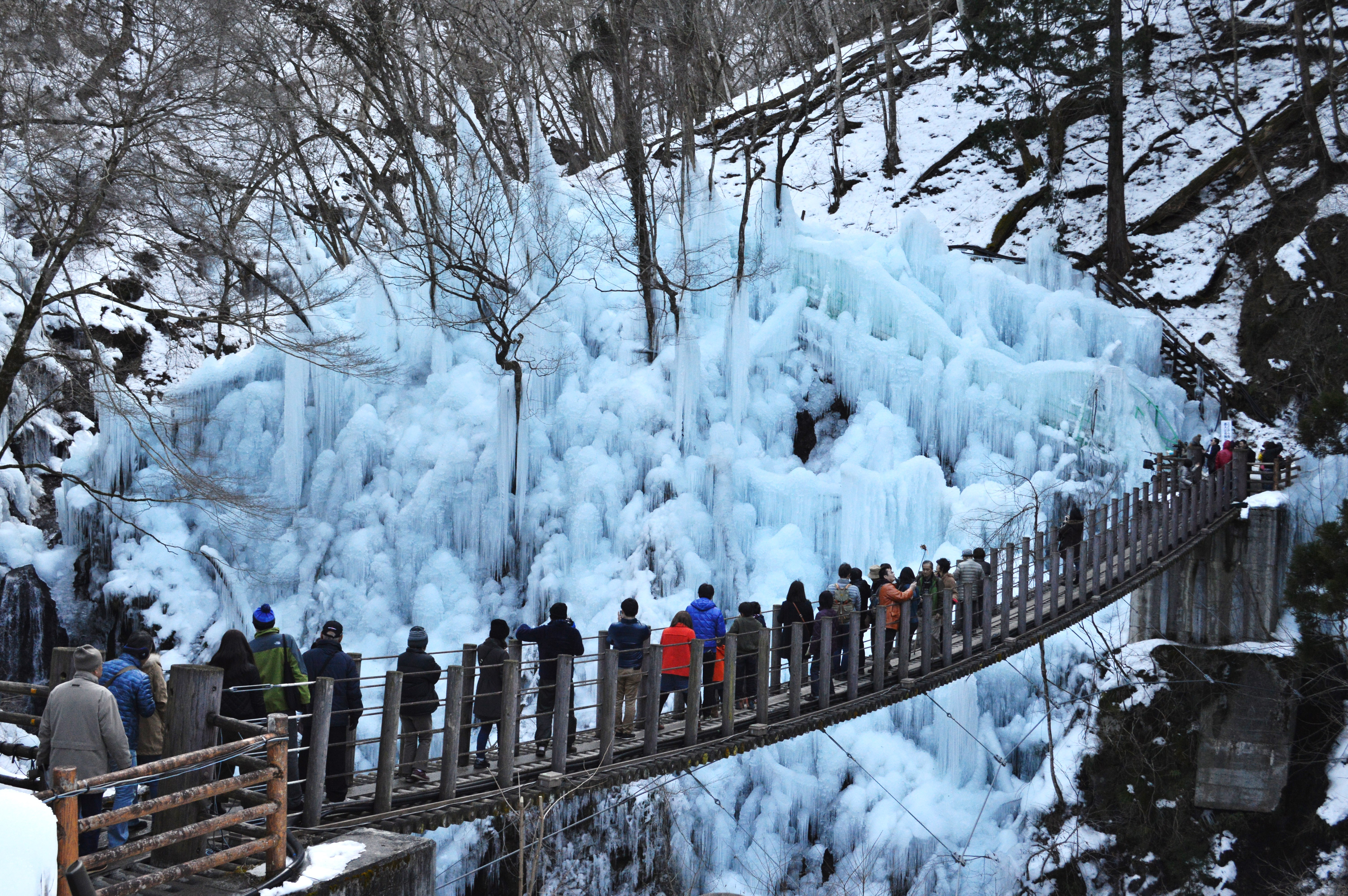
尾ノ内渓谷の氷柱
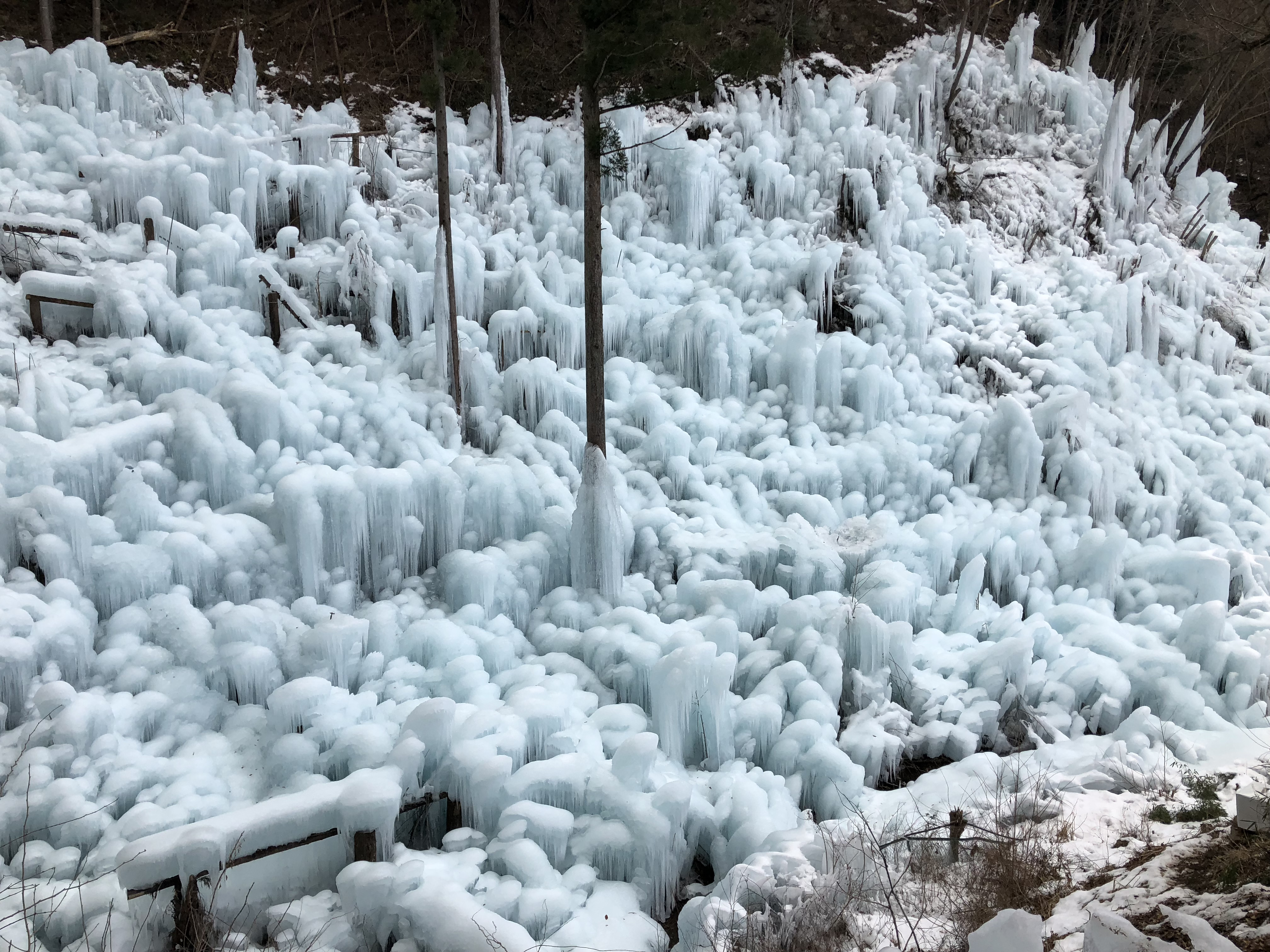
あしがくぼの氷柱

## 沿革
- 2006年1月　三十槌の氷柱公開、ライトアップも開始
- 2010年頃 - 尾ノ内百景（冷っけぇ）氷柱本格的公開[2]
- 2014年1月18日 - あしがくぼの氷柱お披露目の会が行われ、正式に公開され、秩父三大氷柱が揃う[2]